# 保萨尼亚斯 (地理学家)
保薩尼亞斯 （羅馬化：Pausanias），生活在公元二世紀羅馬時代的希臘地理學家、旅行家，著有《希臘志》（Περιήγησις）十卷，書中內容多為後世考古學發現所引證。
生平不詳，估計生於小亞細亞一個城市。據學者推測，他到過希臘、馬其頓、意大利、亞洲、非洲等地，約在174年定居於羅馬，並在當地寫成《希臘志》。書中詳細記述多個希臘城市的環境、名勝、傳說，以及城中所藏的藝術品，為後世的研究者留下了珍貴的資料。